# Ешелон (Нью-Джерсі)
Ешелон (англ. Echelon) — переписна місцевість (CDP) в США, в окрузі Кемден штату Нью-Джерсі. Населення — 11 896 осіб (2020).

## Географія
Ешелон розташований за координатами 39°50′52″ пн. ш. 74°59′50″ зх. д. / 39.84778° пн. ш. 74.99722° зх. д. (39.847836, -74.997249).  За даними Бюро перепису населення США в 2010 році переписна місцевість мала площу 7,34 км², з яких 7,28 км² — суходіл та 0,06 км² — водойми.

## Демографія
Згідно з переписом 2010 року, у переписній місцевості мешкали 10 743 особи в 4943 домогосподарствах у складі 2376 родин. Густота населення становила 1463 особи/км².  Було 5469 помешкань (745/км²).
Расовий склад населення:
| - 63,9 % — білих - 19,5 % — азіатів - 12,0 % — чорних або афроамериканців - 0,2 % — корінних американців - 0,1 % — вихідців з тихоокеанських островів - 1,3 % — осіб інших рас |

До двох чи більше рас належало 3,0 %. Частка іспаномовних становила 4,4 % від усіх жителів.
За віковим діапазоном населення розподілялося таким чином: 18,6 % — особи молодші 18 років, 64,3 % — особи у віці 18—64 років, 17,1 % — особи у віці 65 років та старші. Медіана віку мешканця становила 38,9 року. На 100 осіб жіночої статі у переписній місцевості припадало 90,2 чоловіків;  на 100 жінок у віці від 18 років та старших — 85,7 чоловіків також старших 18 років.
Середній дохід на одне домашнє господарство  становив 67 766 доларів США (медіана — 51 053), а середній дохід на одну сім'ю — 86 361 долар (медіана — 75 779). Медіана доходів становила 59 164 долари для чоловіків та 50 300 доларів для жінок. За межею бідності перебувало 12,1 % осіб, у тому числі 5,2 % дітей у віці до 18 років та 18,4 % осіб у віці 65 років та старших.
Цивільне працевлаштоване населення становило 5373 особи. Основні галузі зайнятості: освіта, охорона здоров'я та соціальна допомога — 26,7 %, роздрібна торгівля — 14,9 %, науковці, спеціалісти, менеджери — 12,8 %.